# Bandeira de Santa Quitéria (Ceará)
A Bandeira de Santa Quitéria é um dos símbolos oficiais do município de Santa Quitéria, estado do  Ceará.